# Treurdrongo
De treurdrongo of fluweeldrongo (Dicrurus adsimilis) is een zangvogel uit de familie Dicruridae (drongo's). Samen met de koningsdrongo en de bosdrongo vormt deze soort een clade binnen het geslacht. Vroeger werd gedacht dat deze soort ook in Azië voorkwam, maar de soort is gesplitst in een Aziatische soort, de koningsdrongo en een alleen in Afrika voorkomend soortencomplex.

## Kenmerken
De treurdrongo is circa 25 centimeter lang en weegt ongeveer 45 gram. De vogel heeft over het hele lijf glanzend zwarte veren. De ogen zijn rood. Zijn staart is breed en gevorkt.

## Leefwijze
Deze soort drongo leeft van ongewervelden, zoals sprinkhanen, cicaden en spinnen, maar ook zaden, waterdieren en fruit. Gevangen insecten worden, al dan niet levend, met één poot tegen de grond gedrukt en met de snavel uiteen getrokken. Groepen vallen zelfs termietenheuvels aan, die ze vernielen en de bewoners opeten. Hij is eveneens in staat om voedsel van andere dieren te stelen door ze weg te jagen. Daarvoor gebruikt hij zijn eigen alarmsignalen en imiteert hij die van andere soorten (een vorm van mimicry). De andere soort wordt mogelijk opgeschrikt door het alarm en vlucht, waarna de drongo het eten kan stelen. Door steeds andere dieren na te bootsen, blijft het signaal geloofwaardig.

## Voortplanting
De treurdrongo is monogaam. Het vrij kleine en tere nest bestaat uit een hangende kom en wordt gebouwd in een boom of struik. Het is samengesteld uit fijne plantendelen met een binnenbekleding van korstmossen en spinnenwebben. Er worden 2 tot 3 bruine eieren in gelegd.

## Leefgebied
De treurdrongo komt wijdverspreid voor in Afrika ten zuiden van de Sahara. Het is een algemeen voorkomende vogel van verschillende typen bos en gebieden met struikgewas. Het is een typische drongo, vrij luidruchtig, actief en agressief tegen potentiële belagers.
De soort telt zes ondersoorten:
- D. a. divaricatus: van Senegal (en Gambia) tot Zuid-Mauritanië en zuidwestelijk Tsjaad.
- D. a. lugubris: van Zuid-Tsjaad tot Eritrea, Ethiopië en het noorden van Kenya en Somalië.
- D. a. adsimilis: westelijk Swaziland en oostelijk en zuidelijk Zuid-Afrika.
- D. a. fugax: van Oeganda en Kenia tot noordoostelijk Zuid-Afrika en Swaziland.
- D. a. jubaensis: Zuid-Somalië en Zuid-Ethiopië
- D. a. apivorus: van zuidoostelijk Gabon en Congo-Brazzaville tot noordelijk Zuid-Afrika.

## Status
De treurdrongo heeft een groot verspreidingsgebied en de grootte van de populatie is niet gekwantificeerd. Er is geen aanleiding te veronderstellen dat de soort in aantal achteruit gaat. Daarom staat deze drongo als niet bedreigd op de Rode Lijst van de IUCN.